# 노인과 바다
《노인과 바다》(영어: The Old Man and the Sea)는 미국의 소설가 어니스트 헤밍웨이의 중편소설이다. 1952년에 쓰였으며 낚시가 취미였던 저자의 해박한 지식이 배경이다. 1953년 픽션 부문으로 퓰리처상을 수상하였다.

## 개요
어부인 산티아고가 커다란 청새치를 낚시로 잡지만, 항구로 돌아오는 길에 모두 장완흉상어들에게 빼앗긴 실패와 사자꿈을 꾸는 희망을 담고 있다. 특히 마지막 큰 물고기와의 결투는 인간의 열망을 잘 보여주고 있다.

## 줄거리

### 초라한 노인 산티아고
이 소설은 늙은 어부 산티아고(Santiago)가 바다에 나가있는 84일 동안 고기를 한 마리도 잡지 못하는 데서 시작한다. 맨 처음 사자꿈을 꿨다. 그에게는 마놀린(Manolin)이라는 풋내기 조수가 있었다. 그의 부모님은 마놀린이 산티아고보다 능력있는 사람들과 고기잡이를 나가기를 원했다. 그러나 마놀린은 산티아고에 대한 존경을 잃지 않고 그의 집에 매일 밤마다 고기잡이 도구 정리를 도와 주고, 먹을 것도 갖다 준다. 그리고 조 디마지오(Joe DiMaggio, 산티아고 노인의 우상인 야구선수)에 대해 이야기하곤 한다. 그러던 어느날 산티아고는 마놀린에게, 자신이 고기를 잡을 수 있다는 확신을 가지고 멕시코만으로 떠난다고 말했다.
바다에 나간 지 85일째 되던 날, 산티아고는 멕시코만에 도착한다. 그날 오후, 그는 낚시를 쳤고 마침내 큰 청새치를 잡게 된다. 그러나 그는 청새치를 보트로 끌어 올리긴커녕 오히려 그 청새치가 보트를 끌어당긴다는 것을 알게 된다. 2일 동안 산티아고는 그의 몸으로 그물을 지탱했다. 지치고 고통스러운 중에도 그는 청새치를 형제라고 부르며 동정심을 표현하기도 한다. 3일에 걸친 시련 끝에 청새치는 지친 기색을 보이며 보트 주변을 돌기 시작했다. 지친 산티아고는 남은 힘을 다해 청새치를 보트 가까이 당겨 작살로 찌르면서 드디어 오랜 싸움을 끝내기에 이른다. 산티아고는 청새치를 보트에 매달고 시장에서의 높은 가격에 팔릴 것을 기대하며 집으로 향했다. 하지만 산티아고가 집으로 돌아오는 동안, 청새치의 피가 상어들을 유인하고 말았다. 산티아고는 첫 번째로 나타난 청상아리를 작살로 죽였고, 노에 칼을 묶어서 만든 작살로 5마리의 상어를 죽이고 나머지 무리들도 쫓아버렸다. 그러나 그날 밤 상어떼들은 다시 찾아와 청새치를 뼈만 남기고 다 먹어 치워버리는 보복을 한다. 그는 청새치를 잃어버린 것에 대해 자책했다.

### 그래도 희망은 있다
마침내 아침해가 뜨기 전 산티아고는 무거운 돛대를 어깨에 매고 그의 집에 도착했다. 그리고 그는 침대에 쓰러져 맥없이 누워 잤다.
그 다음날 다른 어부들은 산티아고가 큰 청새치를 잡았다는 것을 알지 못한 채 아직도 청새치의 뼈가 달려있는 배를 둘러싸고 있었다. 그리고 식당 주변에 있던 여행객들은 그 뼈를 상어의 것이라고 착각했다. 바다에 나가있던 산티아고를 걱정하던 마놀린은 집에서 자고 있는 산티아고 노인을 발견하고 안도감에 울음을 터뜨렸다. 마놀린은 산티아고에게 신문과 커피를 가져다 주었다. 노인이 잠에서 깨었을 때, 그들은 다시 한번 고기잡이를 나가자고 약속했다. 그리고 다시 잠이 들었을 때 그는 리니아 해변의 사자 꿈을 꾼다. 이 사자꿈은 노인이 원하는 자신의 희망과 젊은 생명력을 의미 하며 사자 꿈으로 이 이야기가 마지막에 끝났다는 것은 앞으로도 노인이 계속 낚시를 하면서 살것이라는 것, 계속 큰 고기를 잡으러 먼 바다까지 나갈 것이라는 것을 암시한다.